# 주한 르완다 대사관
주한 르완다 대사관(프랑스어: Ambassade de la République du Rwanda à Séoul, 영어: Embassy of the Republic of Rwanda in Seoul)은 대한민국 서울특별시 용산구 한남동 64-1 수영빌딩 503호에 위치하고 있는 르완다 대사관이다. 현직 주한 르완다 대사는 달릴라 야스민 암리 수에드이다.

## 역사
르완다 정부는 1963년 3월 21일에 대한민국과 수교했으며 2009년 3월 30일에 대한민국 서울에 주한 르완다 대사관을 설립했다. 대한민국 정부는 2011년 5월 11일에 르완다 키갈리에 주르완다 대한민국 대사관을 설립했는데 과거 2차례에 걸친 설립과 폐쇄(1974년 ~ 1975년, 1987년 ~ 1992년)를 반복한 이력이 있다.

## 주요 업무
주요 업무는 대한민국 정부와의 외교, 교섭, 투자 유치 활동, 대한민국 거주 르완다 국민의 보호 육성, 외교 정책 홍보, 문화, 학술, 체육 협력, 여권, 입국 사증 발급 및 영사 확인 업무 등이다.

## 같이 보기
- 대한민국-르완다 관계
- 주르완다 대한민국 대사관
- 르완다의 재외공관 목록
- 대한민국 주재 외국공관 목록